# Ornithogalum pedicellare
Ornithogalum pedicellare — вид квіткових рослин з родини холодкових (Asparagaceae). Ендемік Кіпру. Зустрічається на більшій частині острова від 0 до 1650 метрів над рівнем моря.
Вид зустрічається на трав'янистих ділянках.

## Загрози й охорона
Головною загрозою є будь-яка можлива зміна цільового призначення землі. Рослина не потребує захисту.